# عقلول (صحيفة)
جريدة عقلول هي جريدة مصرية شهرية تصدر عن مؤسسة خاصة بمصر الجديدة. صدر العدد التجريبي منها في يوليو 2000م، وشعارها «أول جريدة أطفال في مصر». تُوجَّه إلى الأطفال من سن 9 سنوات إلى 16 سنة. قطعها 30×37 سم. تعتمد صفحات المجلة على الأخبار والإعلانات، وتؤخذ التسالي من مجلات عالمية، وليس لها ملاحق ولا تنشر صوراً للقراء.

## الأبواب
- أخبار تهمك
- من هنا وهناك
- تحقيقات
- الصحة
- العلم
- التكنولوجيا
- حوارات وقضايا
- تسالي ومعلومات
- أستاد عقلول الرياضي
- رياضة

## فريق العمل
- رئيس مجلس الإدارة ورئيس التحرير: هشام عبد الصادق
- سكرتير التحرير: عبده الزراع
- مخرج فني: حسن حسني

### كُتَّاب
- محمود قاسم